# 五霞落川
五霞落川（ごかおとしがわ）は、茨城県猿島郡五霞町を流れる、茨城県が管理する一級河川である。

## 概要
猿島郡五霞町にかつて存在した五霞沼の南東部を流下するように整備されている。
流域周辺は水田地域であり、主として農業排水路として利用されている。流路の詳細に関しては下記流路節を参照されたい。

## 流路
- 利根川土手沿い、レクリエーション公園の西側で南西へ流路を変え、大字山王の西部を南西へ流下する。
- 大字山王（北側）と大字江川（南側）の境界にて水路と合流し、大字江川のほぼ中央部を南西へ流下する。
- 茨城県道268号西関宿栗橋線を横断後、道の駅ごかの東方にて北西より流下してくる水路と合流、流路を南東へと変え大字幸主（西側）と大字江川（東側）の境界を流下する。
- 国道4号バイパスの北方を並行し大字江川を南東へ流下、再び大字幸主（西側）と大字江川（東側）の境界にて流路を南へと変え、国道4号バイパスを南へ横断し、南へ流下する。
- 大字幸主の東部を国道4号バイパスの西方に並行し、南へと流下する。その途中、五霞樋門と五霞水門をそれぞれ通過する。
- 茨城県猿島郡五霞町大字幸主（北側）と埼玉県幸手市大字上宇和田（南側）の境界、猿島郡五霞町大字幸主側にて利根川水系中川へと合流、終点となる。
- 終点：中川

## 橋梁
- ふれあい橋
- 桜井橋（茨城県道268号西関宿栗橋線）
- 長田苗橋
- 幸主橋（国道4号バイパス）[2]
- 川原橋

## 周辺の施設

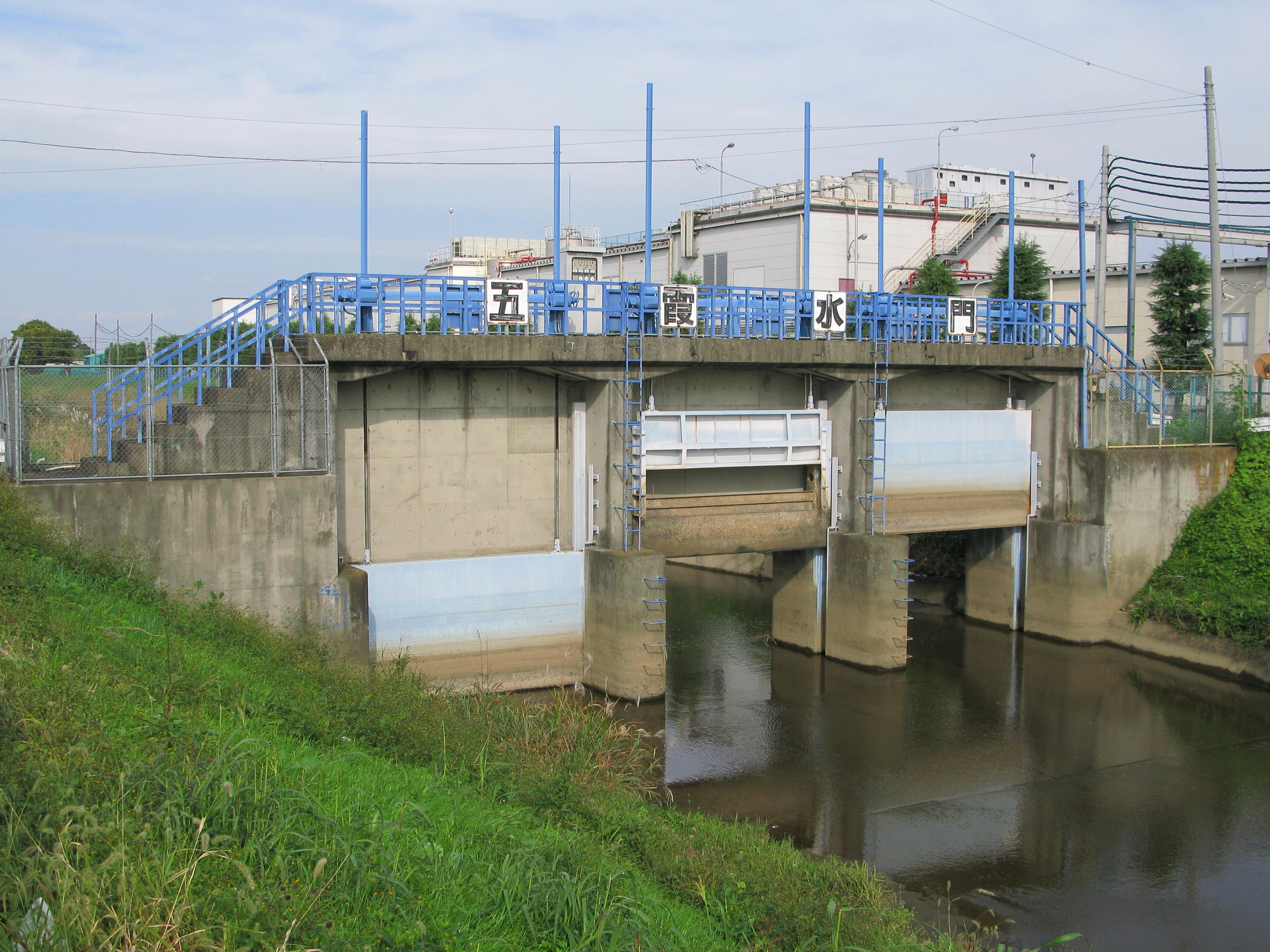
五霞水門（五霞樋門）

- 山王山揚水機場
- 五霞町立五霞東小学校
- ごかみずべ公園
- 五霞町福祉センターひばりの里
- 五霞ふれあいセンター
- 南部地区水処理センター
- 江川工業団地
- 五霞樋門
- 五霞水門（中川合流手前）
- 宇和田公園